# Once Upon a Crime
Once Upon a Crime es una película estadounidense de 1992 protagonizada por Richard Lewis, John Candy, James Belushi, Cybill Shepherd, Sean Young y Ornella Muti. La cinta, dirigida por Eugene Levy, es el remake de la película de Mario Camerini Crimen.
La película obtuvo reseñas negativas de la crítica. Janet Maslin de The New York Times afirmó que la película no era divertida, y agregó "Como regla general, las películas cuyas tramas giran en torno a perros perdidos tienden a ser cortas en inspiración cómica, y esta no es una excepción". En Rotten Tomatoes cuenta con una aprobación del 0% basada en seis reseñas.

## Sinopsis
La trama gira en torno a una serie de parejas en Monte Carlo, Mónaco. Augie Morosco (John Candy) es un jugador reformado cuya esposa Elena Morosco (Ornella Muti) se encuentra cerrando un negocio, Neil Schwary (James Belushi) es un jugador que busca hacer algo grande y cuya esposa Marilyn Schwary (Cybill Shepherd) solo espera comprar ropa de marca. Julian Peters (Richard Lewis) y Phoebe (Sean Young) se conocieron en Roma y están intentando devolver un perro salchicha a la rica Madam Van Dougan.
Madame Van Dougan es encontrada asesinada y las interacciones entre Julian y Phoebe y las otras parejas comienzan a parecer cada vez más sospechosas, por lo que el inspector Bonnard (Giancarlo Giannini) empieza a investigar. Durante el transcurso de la película, Augie vuelve a los juegos de azar, Elena tiene una aventura y Julian negocia con el perro.

## Reparto
- John Candy es Augie Morosco.
- James Belushi es Neil Schwary.
- Cybill Shepherd es Marilyn Schwary.
- Sean Young es Phoebe.
- Richard Lewis es Julian Peters.
- Ornella Muti es Elena Morosco.
- Giancarlo Giannini es Bonnard.
- George Hamilton es Alfonso de la Peña.
- Roberto Sbaratto es Toussaint.
- Joss Ackland es Hercules Popodopoulos.
- Caterina Boratto es Madame de Senneville.
- Elsa Martinelli es Carla.